# باتريسيا غارفيلد
باتريسيا غارفيلد (بالإنجليزية: Patricia Garfield)‏ هي مؤلفة وعالمة نفس وكاتِبة أمريكية، ولدت في 31 أغسطس 1934.